# 通托维·艾哈迈德
通托维·艾哈迈德（1987年7月18日—）是印尼男子羽毛球運動員，專長混雙項目。他与利利亚纳·纳西尔的搭档组合最高世界排名第一位。

## 簡歷

### 2007年-2010 大獎賽首冠加冕黃金大獎賽
2007年11月，通托维·艾哈迈德与Yulianti CJ出战越南羽毛球大獎賽，在混双决赛以2比0（21-11、21-18）击败了香港的許偉浩/周凱華，首次赢得国际大獎賽的冠军。
2008年12月，通托维·艾哈迈德与申迪·普斯帕·伊拉瓦蒂出战越南羽毛球大獎賽，在混双决赛以2比0（21-17、21-9）击败了新加坡的里基·维迪安托/梁语嫣，赢得冠军。
2009年3月，通托维·艾哈迈德与普斯皮达·里奇·蒂莉出战印度羽毛球黃金大獎賽，在混双準决赛以0比2（10-21、19-21）不敌赛会3号种子、队友的林培雷/维塔·玛丽莎。同年7月，他与普斯皮达·里奇·蒂莉出战紐西蘭羽毛球大獎賽，在混双準决赛以1比2（21-12、12-21、14-21）不敌赛会头号种子、香港的魏仁君/周凱華。同年8月，他与普斯皮达·里奇·蒂莉出战中華台北羽毛球黃金大獎賽，在混双準决赛以0比2（10-21、16-21）不敌队友的亨德拉·阿普利达·古纳万/维塔·玛丽莎。同年10月，他与普斯皮达·里奇·蒂莉出战越南羽毛球大獎賽，在混双準决赛以0比2（20-22、25-27）不敌赛会8号种子、跨国组合的（印尼：林培雷/中華台北：程文欣。
2010年7月，通托维·艾哈迈德与新搭档的利利亚纳·纳西尔出战澳門羽毛球黃金大獎賽，在混双决赛以2比0（21-14、21-18）横扫赛会头号种子、队友的亨德拉·阿普利达·古纳万/维塔·玛丽莎，赢得冠军。同年8月，他与利利亚纳·纳西尔出战中華台北羽毛球黃金大獎賽，在混双决赛以1比2（20-22、21-14、20-22）不敌赛会头号种子、队友的亨德拉·阿普利达·古纳万/维塔·玛丽莎，赢得亚军。同年10月，他与利利亚纳·纳西尔出战印尼羽毛球黃金大獎賽，在混双决赛以2比0（21-11、21-13）击败了赛会7号种子、队友的马尔基斯·基多/莉塔·努利塔，赢得冠军。同年11月，他代表印尼出戰廣州亞運會，參加羽毛球比賽的混合雙打（與利利亚纳·纳西尔搭檔）及男子團體項目，奪得男團銅牌。

### 2011年 黃金大獎賽及超級賽首冠
2011年3月，通托维·艾哈迈德与利利亚纳·纳西尔出战瑞士羽毛球黃金大獎賽，在混双準决赛以0比2（12-21、20-22）不敌赛会2号种子、英格兰的内森·罗布森/珍妮·沃尔沃克。同年4月，他与利利亚纳·纳西尔出战印度羽毛球超級賽，在混双决赛以2比0（21-18、23-21）击败了赛会3号种子、队友的弗兰·库尔尼亚万/皮娅·泽巴迪娅，首次赢得羽球生涯中第一座超级系列赛冠军。同年5月，他与利利亚纳·纳西尔出战馬來西亞羽毛球黃金大獎賽，在混双决赛以2比1（18-21、21-15、21-19）力克赛会6号种子、马来西亚强档的陈炳顺/吳柳螢，赢得冠军。同年6月，他与利利亚纳·纳西尔出战新加坡羽毛球超級賽，在混双决赛以2比0（21-14、27-25）击败了中華台北强档的陳宏麟/程文欣，赢得冠军。同年8月，他參加英格兰伦敦舉行的世界羽毛球錦標賽，他和利利亚纳·纳西尔出戰混合双打項目。他與利利亚纳•纳西尔以2號種子身分出戰，故在首圈輪空；在次圈以2比0（21-9、21-8）横扫爱尔兰的山姆·马吉/克洛伊·马吉。在第三圈，以2比0（21-9、21-12）轻取赛会11号种子、中華台北的李勝木/簡毓瑾。八强中，以2比0（21-12、21-13）完胜赛会5号种子、丹麦强档的约金·费舍尔·尼尔森/克里斯汀娜·彼德森。四强中，面对本赛会黑马跨国组合的（英格兰：克里斯·爱德考克/苏格兰：伊莫金·班克尔，以0比2（16-21、19-21）不敌对手，赢得季军。同年9月，他与利利亚纳·纳西尔出战中華台北羽毛球黃金大獎賽，在混双决赛以1比2（22-24、21-16、17-21）不敌韩国强档的高成炫/嚴惠媛，赢得亚军。同年10月，他与利利亚纳·纳西尔出战法國羽毛球超級賽，在混双準决赛以1比2（21-16、14-21、11-21）不敌赛会2号种子、中国的徐晨/马晋。

### 2012年 全英赛首冠及伦敦奥运第四
2012年1月，通托维·艾哈迈德与利利亚纳·纳西尔出战馬來西亞羽毛球超級賽，在混双準决赛以0比2（17-21、14-21）不敌赛会2号种子、中国的徐晨/马晋。同年3月，他与利利亚纳·纳西尔出战全英羽毛球首要超級賽，在混双决赛以2比0（21-17、21-19）击败了赛会8号种子、丹麦强档的托马斯·雷伯恩/卡米拉·吕特·尤尔，赢得冠军。同期3月，他与利利亚纳·纳西尔出战瑞士羽毛球黃金大獎賽，在混双决赛以2比0（21-16、21-14）击败了赛会3号种子、泰国强档的戍革·普拉帕卡莫/莎拉丽·桑松卡姆，赢得冠军。同年4月，他与利利亚纳·纳西尔出战印度羽毛球超級賽，在混双决赛以2比1（21-16、12-21、21-14）击败了赛会5号种子、泰国强档的戍革·普拉帕卡莫/莎拉丽·桑松卡姆，赢得冠军。同年6月，他与利利亚纳·纳西尔出战印尼羽毛球首要超級賽，在混双决赛以1比2（17-21、21-17、13-21）不敌泰国强档的戍革·普拉帕卡莫/莎拉丽·桑松卡姆，赢得亚军。同年7月，他代表印尼出戰英國伦敦舉行的奥林匹克运动会羽毛球比賽混合双打項目，與利利亚纳·纳西尔以3號種子身分出戰。在小組賽階段先後擊敗印度的瓦利亚维蒂尔·迪柱/瓦拉·古塔、韩国的李龍大/河貞恩和丹麦的托马斯·雷伯恩/卡米拉·吕特·尤尔，以赛会3號種子和小组頭名晉級八强。半準決賽，通托维·艾哈迈德和利利亚纳·纳西尔面对德国的麦克·福克斯/比尔吉德·迈克斯，以2比0（21-15、21-9）横扫对手。準決賽，迎战中国的徐晨/马晋，鏖战三局以1比2（23-21、18-21、13-21）不敌对手，而在争夺銅牌賽以0比2（12-21、12-21）不敌丹麦的约金·费舍尔·尼尔森/克里斯汀娜·彼德森，获得第四名。同年9月，他与利利亚纳·纳西尔出战印尼羽毛球黃金大獎賽，在混双决赛以2比0（21-19、21-14）击败了赛会2号种子、队友的穆罕默德·雷扎/戴比·苏珊托，赢得冠军。同年10月，他与利利亚纳·纳西尔出战丹麥羽毛球首要超級賽，在混双决赛以1比2（21-23、26-24、11-21）不敌赛会头号种子、中国的徐晨/马晋，赢得亚军。同年11月，他与利利亚纳·纳西尔出战中國羽毛球首要超級賽，在混双準决赛以0比2（19-21、14-21）不敌赛会5号种子、马来西亚强档的陈炳顺/吳柳螢，赢得亚军。同期11月，他与利利亚纳·纳西尔出战澳門羽毛球黃金大獎賽，在混双决赛以2比1（21-16、14-21、21-16）击败了赛会3号种子、队友的穆罕默德·雷扎/戴比·苏珊托，赢得冠军。

### 2013年 全英赛第二冠及新拍档首夺世锦赛
2013年3月，通托维·艾哈迈德与利利亚纳·纳西尔出战全英羽毛球首要超級賽，在混双决赛以2比0（21-13、21-17）击败了赛会5号种子、中国的张楠/赵芸蕾，成功卫冕全英赛冠军。同年4月，他与利利亚纳·纳西尔出战印度羽毛球超級賽，在混双决赛以2比0（21-16、21-13）击败了韩国强档的高成炫/金荷娜，赢得冠军。同年6月，他与利利亚纳·纳西尔出战印尼羽毛球首要超級賽，在混双準决赛以0比2（15-21、14-21）不敌赛会4号种子、丹麦强档的约金·费舍尔·尼尔森/克里斯汀娜·彼德森。同期6月，他与利利亚纳·纳西尔出战新加坡羽毛球超級賽，在混双决赛以2比0（21-12、21-12）击败了韩国强档的柳延星/嚴惠媛，赢得冠军。同年8月，他參加中国廣東省廣州市舉行的世界羽毛球錦標賽，他和利利亚纳·纳西尔出戰混合双打項目。他與利利亚纳·纳西尔以3號種子身分出戰，故在首圈輪空；在第二轮中，以2比0（21-14、21-11）横扫马来西亚的王健國/林芸如。在第三轮中，以2比1（21-23、21-15、21-14）逆转了香港组合的李晉熙/周凱華。八强中，以2比1（21-10、17-21、21-19）力克了日本的早川賢一/松友美佐紀。準決賽中，激战三局以2比1（15-21、21-18、21-13）击败了赛会2號種子中国的张楠/赵芸蕾。决赛中，面对赛会1號種子中国的徐晨/马晋，同样面对来自另一组中国组合，双方也展开了三局大战，在最后的关键一刻赢下这场的胜利。它们表现稳定以2比1（21-13、16-21、22-20）拿下赛点，勇夺混双冠军。同年9月，他与利利亚纳·纳西尔出战印尼羽毛球黃金大獎賽，在混双决赛以1比2（20-22、21-9、14-21）不敌赛会6号种子、队友的普拉文·乔丹/维塔·玛丽莎，赢得亚军。同年11月，他与利利亚纳·纳西尔出战中國羽毛球首要超級賽，在混双决赛以2比1（21-10、5-21、21-17）力克赛会4号种子、丹麦强档的约金·费舍尔·尼尔森/克里斯汀娜·彼德森，赢得冠军。

### 2014年 全英赛三连冠、亚运会银牌
2014年1月，通托维·艾哈迈德与利利亚纳·纳西尔出战馬來西亞羽毛球首要超級賽，在混双準决赛以0比2（14-21、13-21）不敌赛会4号种子、中国的徐晨/马晋。同年3月，他与利利亚纳·纳西尔出战全英羽毛球首要超級賽，在混双决赛以2比0（21-13、21-17）横扫赛会头号种子、中国的张楠/赵芸蕾，第三度赢得全英赛冠军，亦是有史以来第一个印尼组合在该项目实现了三连霸的状举。同年4月，他与利利亚纳·纳西尔出战印度羽毛球超級賽，在混双準决赛以0比2（20-22、18-21）不敌赛会4号种子、韩国强档的高成炫/金荷娜。同期4月，他与利利亚纳·纳西尔出战新加坡羽毛球超級賽，在混双决赛以2比0（21-15、22-20）击败了赛会8号种子、队友的里基·维迪安托/普斯皮达·里奇·蒂莉，赢得冠军。同年6月，他与利利亚纳·纳西尔出战印尼羽毛球首要超級賽，在混双準决赛以1比2（18-21、21-12、21-15）不敌赛会3号种子、中国的徐晨/马晋。同年9月，他代表印尼参加韩国仁川举办的亞洲運動會羽毛球比賽混合双打項目，與利利亚纳·纳西尔以3號種子身分出戰；在混双决赛以0比2（16-21、14-21）不敌赛会头号种子、中国的张楠/赵芸蕾，赢得亚运会混双银牌。同年10月，他与利利亚纳·纳西尔出战丹麥羽毛球首要超級賽，在混双决赛以0比2（20-22、15-21）不敌赛会3号种子、中国的徐晨/马晋，赢得亚军。同期10月，他与利利亚纳·纳西尔出战法國羽毛球超級賽，在混双决赛以2比0（21-9、21-16）击败了赛会4号种子、英格兰强档的克里斯·爱德考克/加布里·爱德考克，赢得冠军。

### 2015年 首夺亚锦赛及世锦赛混双季军
2015年4月，通托维·艾哈迈德参加中国湖北省武汉市举办的亞洲羽毛球錦標賽，与利利亚纳·纳西尔被列为赛会2号种子出战，在混双决赛以2比0（21-16、21-15）击败了中国香港强档的李晉熙/周凱華，首次赢得亚锦赛冠军。同年5月，他与利利亚纳·纳西尔出战澳洲羽毛球超級賽，在混双準决赛以1比2（8-21、21-9、15-21）不敌中国香港强档的李晉熙/周凱華。同年8月，他參加印尼雅加达舉行的世界羽毛球錦標賽，他和利利亚纳·纳西尔出戰混合双打項目。他與利利亚纳·纳西尔以3號種子身分出戰，故在首圈輪空；但在次圈以2比0（21-11、21-11）横扫俄罗斯的罗季翁·卡尔加夫/叶卡捷琳娜·博洛托娃。在第三圈，以2比0（21-8、21-13）轻取马来西亚头号组合的陳炳順/吳柳螢。八强中，以2比0（21-8、21-15）轻松拿下赛会8號種子韩国第一强档高成炫/金荷娜。準決賽中，面对赛会1號種子中国的张楠/赵芸蕾，双方在争夺决赛中展开了一场激烈地大战。在惊险地拿下首局后，被对手连续两局地逆转。最终，以1比2（22-20、21-23、12-21）告负对方，遗憾地无缘决赛并且赢得了铜牌。同年10月，他与利利亚纳·纳西尔出战丹麥羽毛球首要超級賽，在混双决赛以1比2（22-20、18-21、9-21）不敌赛会7号种子、韩国强档的高成炫/金荷娜，赢得亚军。同年12月，他与利利亚纳·纳西尔出战印尼羽毛球大師賽，在混双决赛以2比0（21-18、21-13）击败了赛会3号种子、队友的普拉文·乔丹/戴比·苏珊托，赢得冠军。

### 2016年 登顶最高荣誉 勇夺首枚混双金牌
2016年4月，通托维·艾哈迈德与利利亚纳·纳西尔出战馬來西亞羽毛球首要超級賽，在混双决赛以1比2（23-21、13-21、21-16）力克马来西亚强档的陈炳顺/吳柳螢，赢得冠军。同期4月，他与利利亚纳·纳西尔出战新加坡羽毛球超級賽，在混双準决赛以0比2（14-21、16-21）不敌赛会3号种子、韩国强档的高成炫/金荷娜。同年8月，他代表印尼出戰巴西里約熱內盧舉行的奥林匹克运动会羽毛球比賽混合双打項目，與利利亚纳·纳西尔以3號種子身分出戰。在小組賽階段先後擊敗澳大利亚的罗宾·米德尔顿/周玉蓮、泰国的博丁·伊沙拉/沙威丽·阿米达拜和马来西亚的陳炳順/吳柳螢，以赛会3號種子和小组頭名晉級八强。半準決賽，通托维·艾哈迈德和利利亚纳·纳西尔面对同胞印尼的普拉文·乔丹/戴比·苏珊托，以2比0（21-16、21-11）横扫队友。準決賽，面對赛会1号种子、中國的张楠/赵芸蕾，以2比0（21-16、21-15）拿下對手。決賽中，再次面对此前小组赛马来西亚的陳炳順/吳柳螢 ，以2比0 （21-14、21-12）毫无悬念地赢下比赛，为印尼赢得首枚奥运混双金牌。同年11月，他与利利亚纳·纳西尔出战香港羽毛球超級賽，在混双决赛以2比0（21-19、21-17）击败了赛会2号种子、队友的普拉文·乔丹/戴比·苏珊托，赢得冠军。

### 2017年-2018年 二度登顶世锦赛
2017年1月，通托维·艾哈迈德尝试与90后的格罗里亚·埃马努埃莱·维德佳佳出战馬來西亞羽毛球大師賽，在混双準决赛以0比2（17-21、18-21）不敌马来西亚新老组合的吳順發/賴潔敏。其后8月，他与原配的利利亚纳·纳西尔出戰混合双打項目。他與利利亚纳·纳西尔以3號種子身分出戰，故在首圈輪空；在次圈以2比0（21-13、21-11）横扫中華台北的曾敏豪/胡綾芳。在第三圈，鏖战三局以2比1（19-21、21-16、21-10）击败了爱尔兰的山姆·马吉/克洛伊·马吉。八强中，以2比1（19-21、21-15、21-18）气走了中国组合。四强中，迎来了赛会10号种子、中国香港强档的李晉熙/周凱華，以2比0（21-16、21-13）毫无悬念地赢下比赛。决赛中，面对赛会头号种子、中国组合大战三局以2比1（15-21、21-16、21-15）拿下对手，时隔4年后再次夺得世锦赛冠军，亦是印尼羽坛当中最好的组合。同年10月，他与利利亚纳·纳西尔出战丹麥羽毛球首要超級賽，在混双準决赛以0比2（16-21、18-21）不敌赛会8号种子、中国香港强档的鄧俊文/謝影雪。
2018年7月，通托维·艾哈迈德与利利亞納·納西爾出战印尼羽毛球公開賽，在混双决赛以2比0（21-17、21-8）击败了奥运亚军的陳炳順/吳柳螢，赢得冠军。同期7月，他与利利亞納·納西爾出战新加坡羽毛球公開賽，在混双决赛以0比2（19-21、18-21）不敌赛会2号种子、马来西亚强档的吳順發/賴潔敏，赢得亚军。

## 主要比賽成績
只列出曾進入準決賽的國際賽事成績：
| 年份   | 賽事                     | 公開賽級別 | 項目     | 拍檔                         | 成績   |
| ------ | ------------------------ | ---------- | -------- | ---------------------------- | ------ |
| 2007年 | 越南羽毛球大獎賽         | 大獎賽     | 混合雙打 | Yulianti CJ                  | 冠軍   |
| 2008年 | 越南羽毛球大獎賽         | 大獎賽     | 混合雙打 | 申迪·普斯帕·伊拉瓦蒂         | 冠軍   |
| 2009年 | 印度羽毛球黃金大獎賽     | 黃金大獎賽 | 混合雙打 | 普斯皮达·里奇·蒂莉           | 準決賽 |
| 2009年 | 越南羽毛球國際挑戰賽     | 國際挑戰賽 | 混合雙打 | 普斯皮达·里奇·蒂莉           | 冠軍   |
| 2009年 | 紐西蘭羽毛球大獎賽       | 大獎賽     | 混合雙打 | 普斯皮达·里奇·蒂莉           | 準決賽 |
| 2009年 | 中華台北羽毛球黃金大獎賽 | 黃金大獎賽 | 混合雙打 | 普斯皮达·里奇·蒂莉           | 準決賽 |
| 2009年 | 越南羽毛球大獎賽         | 大獎賽     | 混合雙打 | 普斯皮达·里奇·蒂莉           | 準決賽 |
| 2010年 | 澳門羽毛球黃金大獎賽     | 黃金大獎賽 | 混合雙打 | 利利亚纳·纳西尔              | 冠軍   |
| 2010年 | 中華台北羽毛球黃金大獎賽 | 黃金大獎賽 | 混合雙打 | 利利亚纳·纳西尔              | 亞軍   |
| 2010年 | 印尼羽毛球黃金大獎賽     | 黃金大獎賽 | 混合雙打 | 利利亚纳·纳西尔              | 冠軍   |
| 2010年 | 亞洲運動會羽毛球比賽     | 其他       | 男子团体 | -                            | 铜牌   |
| 2011年 | 瑞士羽毛球黃金大獎賽     | 黃金大獎賽 | 混合雙打 | 利利亚纳·纳西尔              | 準決賽 |
| 2011年 | 印度羽毛球超級賽         | 超級賽     | 混合雙打 | 利利亚纳·纳西尔              | 冠軍   |
| 2011年 | 馬來西亞羽毛球黃金大獎賽 | 黃金大獎賽 | 混合雙打 | 利利亚纳·纳西尔              | 冠軍   |
| 2011年 | 新加坡羽毛球超級賽       | 超級賽     | 混合雙打 | 利利亚纳·纳西尔              | 冠軍   |
| 2011年 | 印尼羽毛球首要超級賽     | 首要超級賽 | 混合雙打 | 利利亚纳·纳西尔              | 亞軍   |
| 2011年 | 世界羽毛球錦標賽         | 其他       | 混合雙打 | 利利亚纳·纳西尔              | 準決賽 |
| 2011年 | 中華台北羽毛球黃金大獎賽 | 黃金大獎賽 | 混合雙打 | 利利亚纳·纳西尔              | 亞軍   |
| 2011年 | 法國羽毛球超級賽         | 超級賽     | 混合雙打 | 利利亚纳·纳西尔              | 準決賽 |
| 2011年 | 澳門羽毛球黃金大獎賽     | 黃金大獎賽 | 混合雙打 | 利利亚纳·纳西尔              | 冠軍   |
| 2012年 | 馬來西亞羽毛球超級賽     | 超級賽     | 混合雙打 | 利利亚纳·纳西尔              | 準決賽 |
| 2012年 | 全英羽毛球首要超級賽     | 首要超級賽 | 混合雙打 | 利利亚纳·纳西尔              | 冠軍   |
| 2012年 | 瑞士羽毛球黃金大獎賽     | 黃金大獎賽 | 混合雙打 | 利利亚纳·纳西尔              | 冠軍   |
| 2012年 | 印度羽毛球超級賽         | 超級賽     | 混合雙打 | 利利亚纳·纳西尔              | 冠軍   |
| 2012年 | 印尼羽毛球首要超級賽     | 首要超級賽 | 混合雙打 | 利利亚纳·纳西尔              | 亞軍   |
| 2012年 | 印尼羽毛球黃金大獎賽     | 黃金大獎賽 | 混合雙打 | 利利亚纳·纳西尔              | 冠軍   |
| 2012年 | 奧林匹克運動會羽毛球比賽 | 其他       | 混合雙打 | 利利亚纳·纳西尔              | 第四名 |
| 2012年 | 丹麥羽毛球首要超級賽     | 首要超級賽 | 混合雙打 | 利利亚纳·纳西尔              | 亞軍   |
| 2012年 | 中國羽毛球首要超級賽     | 首要超級賽 | 混合雙打 | 利利亚纳·纳西尔              | 準決賽 |
| 2012年 | 澳門羽毛球黃金大獎賽     | 黃金大獎賽 | 混合雙打 | 利利亚纳·纳西尔              | 冠軍   |
| 2013年 | 全英羽毛球首要超級賽     | 首要超級賽 | 混合雙打 | 利利亚纳·纳西尔              | 冠軍   |
| 2013年 | 瑞士羽毛球黃金大獎賽     | 黃金大獎賽 | 混合雙打 | 利利亚纳·纳西尔              | 準決賽 |
| 2013年 | 印度羽毛球超級賽         | 超級賽     | 混合雙打 | 利利亚纳·纳西尔              | 冠軍   |
| 2013年 | 印尼羽毛球首要超級賽     | 首要超級賽 | 混合雙打 | 利利亚纳·纳西尔              | 準決賽 |
| 2013年 | 新加坡羽毛球超級賽       | 超級賽     | 混合雙打 | 利利亚纳·纳西尔              | 冠軍   |
| 2013年 | 世界羽毛球錦標賽         | 其他       | 混合雙打 | 利利亚纳·纳西尔              | 冠軍   |
| 2013年 | 印尼羽毛球黃金大獎賽     | 黃金大獎賽 | 混合雙打 | 利利亚纳·纳西尔              | 亞軍   |
| 2013年 | 丹麥羽毛球首要超級賽     | 首要超級賽 | 混合雙打 | 利利亚纳·纳西尔              | 亞軍   |
| 2013年 | 中國羽毛球首要超級賽     | 首要超級賽 | 混合雙打 | 利利亚纳·纳西尔              | 冠軍   |
| 2014年 | 馬來西亞羽毛球首要超級賽 | 首要超級賽 | 混合雙打 | 利利亚纳·纳西尔              | 準決賽 |
| 2014年 | 全英羽毛球首要超級賽     | 首要超級賽 | 混合雙打 | 利利亚纳·纳西尔              | 冠軍   |
| 2014年 | 印度羽毛球超級賽         | 超級賽     | 混合雙打 | 利利亚纳·纳西尔              | 準決賽 |
| 2014年 | 新加坡羽毛球超級賽       | 超級賽     | 混合雙打 | 利利亚纳·纳西尔              | 冠軍   |
| 2014年 | 印尼羽毛球首要超級賽     | 首要超級賽 | 混合雙打 | 利利亚纳·纳西尔              | 準決賽 |
| 2014年 | 亞洲運動會羽毛球比賽     | 其他       | 混合雙打 | 利利亚纳·纳西尔              | 銀牌   |
| 2014年 | 丹麥羽毛球首要超級賽     | 首要超級賽 | 混合雙打 | 利利亚纳·纳西尔              | 亞軍   |
| 2014年 | 法國羽毛球超級賽         | 超級賽     | 混合雙打 | 利利亚纳·纳西尔              | 冠軍   |
| 2015年 | 全英羽毛球首要超級賽     | 首要超級賽 | 混合雙打 | 利利亚纳·纳西尔              | 亞軍   |
| 2015年 | 瑞士羽毛球黃金大獎賽     | 黃金大獎賽 | 混合雙打 | 利利亚纳·纳西尔              | 準決賽 |
| 2015年 | 馬來西亞羽毛球首要超級賽 | 首要超級賽 | 混合雙打 | 利利亚纳·纳西尔              | 準決賽 |
| 2015年 | 新加坡羽毛球超級賽       | 超級賽     | 混合雙打 | 利利亚纳·纳西尔              | 準決賽 |
| 2015年 | 亞洲羽毛球錦標賽         | 其他       | 混合雙打 | 利利亚纳·纳西尔              | 冠軍   |
| 2015年 | 蘇迪曼盃                 | 其他       | 混合團體 | －                           | 季軍   |
| 2015年 | 澳洲羽毛球超級賽         | 超級賽     | 混合雙打 | 利利亚纳·纳西尔              | 準決賽 |
| 2015年 | 印尼羽毛球首要超級賽     | 首要超級賽 | 混合雙打 | 利利亚纳·纳西尔              | 準決賽 |
| 2015年 | 世界羽毛球錦標賽         | 其他       | 混合雙打 | 利利亚纳·纳西尔              | 季軍   |
| 2015年 | 韓國羽毛球超級賽         | 超級賽     | 混合雙打 | 利利亚纳·纳西尔              | 亞軍   |
| 2015年 | 丹麥羽毛球首要超級賽     | 首要超級賽 | 混合雙打 | 利利亚纳·纳西尔              | 亞軍   |
| 2015年 | 印尼羽毛球大師賽         | 黃金大獎賽 | 混合雙打 | 利利亚纳·纳西尔              | 冠軍   |
| 2016年 | 馬來西亞羽毛球首要超級賽 | 首要超級賽 | 混合雙打 | 利利亚纳·纳西尔              | 冠軍   |
| 2016年 | 新加坡羽毛球超級賽       | 超級賽     | 混合雙打 | 利利亚纳·纳西尔              | 準決賽 |
| 2016年 | 亞洲羽毛球錦標賽         | 其他       | 混合雙打 | 利利亚纳·纳西尔              | 亞軍   |
| 2016年 | 奧林匹克運動會羽毛球比賽 | 其他       | 混合雙打 | 利利亚纳·纳西尔              | 金牌   |
| 2016年 | 中國羽毛球首要超級賽     | 首要超級賽 | 混合雙打 | 利利亚纳·纳西尔              | 冠軍   |
| 2016年 | 香港羽毛球超級賽         | 超級賽     | 混合雙打 | 利利亚纳·纳西尔              | 冠軍   |
| 2017年 | 馬來西亞羽毛球大師賽     | 黃金大獎賽 | 混合雙打 | 格罗里亚·埃马努埃莱·维德佳佳 | 準決賽 |
| 2017年 | 馬來西亞羽毛球首要超级賽 | 首要超級賽 | 混合雙打 | 利利亚纳·纳西尔              | 準決賽 |
| 2017年 | 印尼羽毛球首要超級賽     | 首要超級賽 | 混合雙打 | 利利亚纳·纳西尔              | 冠軍   |
| 2017年 | 世界羽毛球錦標賽         | 其他       | 混合雙打 | 利利亚纳·纳西尔              | 冠軍   |
| 2017年 | 丹麥羽毛球首要超級賽     | 首要超級賽 | 混合雙打 | 利利亚纳·纳西尔              | 準決賽 |
| 2017年 | 法國羽毛球超級賽         | 超級賽     | 混合雙打 | 利利亚纳·纳西尔              | 冠軍   |
| 2017年 | 世界羽聯超級系列賽總決賽 | 首要超級賽 | 混合雙打 | 利利亚纳·纳西尔              | 準決賽 |
| 2018年 | 印尼羽毛球大師賽         | 超級500賽  | 混合雙打 | 利利亚纳·纳西尔              | 亞軍   |
| 2018年 | 亞洲羽毛球錦標賽         | 其他       | 混合雙打 | 利利亞納·納西爾              | 亞軍   |
| 2018年 | 印尼羽毛球公開賽         | 超級1000賽 | 混合雙打 | 利利亞納·納西爾              | 冠軍   |
| 2018年 | 新加坡羽毛球公開賽       | 超級500賽  | 混合雙打 | 利利亞納·納西爾              | 亞軍   |
| 2018年 | 亞洲運動會羽毛球比賽     | 其他       | 男子團體 | －                           | 銅牌   |
| 2018年 | 亞洲運動會羽毛球比賽     | 其他       | 混合雙打 | 利利亞納·納西爾              | 銅牌   |
| 2018年 | 丹麥羽毛球公開賽         | 超級750賽  | 混合雙打 | 利利亞納·納西爾              | 準決賽 |
| 2019年 | 印度尼西亞羽毛球大師賽   | 超級500賽  | 混合雙打 | 利利亞納·納西爾              | 亞軍   |
| 2019年 | 亞洲羽毛球混合團體錦標賽 | 其他       | 混合團體 | －                           | 季軍   |

| 2007-2017年 | 首要超級賽 | 超級賽 | 黃金大獎賽 | 大獎賽 | 國際挑戰賽 | 國際系列賽 | 未來系列賽 | 其他 |

| 2018-2026年 | 總決賽 | 超級1000賽 | 超級750賽 | 超級500賽 | 超級300賽 | 超級100賽 | 國際挑戰賽 | 國際系列賽 | 未來系列賽 | 其他 |

### 世界冠軍頭銜
通托维·艾哈迈德在羽毛球生涯中共奪得3項羽毛球世界冠軍頭銜。
| 賽事                     | 奪冠次數 | 年份                                  |
| ------------------------ | -------- | ------------------------------------- |
| 奧林匹克運動會羽毛球比賽 | 1        | 2016年（混合雙打）                    |
| 世界羽毛球锦标赛         | 2        | 2013年（混合雙打） 2017年（混合雙打） |
| 總計                     | 3        |                                       |

### 奧運會和世錦賽參賽紀錄
|          | 搭檔            | 2011 | 2012   | 2013 | 2014 | 2015 | 2016 | 2017 |
| -------- | --------------- | ---- | ------ | ---- | ---- | ---- | ---- | ---- |
| 混合雙打 | 利利亚纳·纳西尔 | 季軍 | 第四名 | 冠軍 | －   | 季軍 | 金牌 | 冠軍 |

## 主要對賽紀錄
通托维·艾哈迈德與主要對手的對賽成績如下（只列出對賽十次或以上對手，截至2018年7月19日）：
混雙 - 利利亚纳·纳西尔
| 對手                                 | 對賽次數 | 對賽結果 | 對賽結果 | 總計 |
| 對手                                 | 對賽次數 | 勝       | 負       | 總計 |
| ------------------------------------ | -------- | -------- | -------- | ---- |
| 张楠 赵芸蕾                          | 19       | 6        | 13       | -7   |
| 徐晨 马晋                            | 19       | 9        | 10       | -1   |
| 克里斯·爱德考克 加布里·爱德考克      | 16       | 10       | 6        | +4   |
| 陳炳順 吳柳螢                        | 11       | 10       | 1        | +9   |
| 约金·费舍尔·尼尔森 克里斯汀娜·彼德森 | 10       | 4        | 6        | -2   |

## 外部連結
- 通托维·艾哈迈德在国际奥林匹克委员会的资料
- 通托维·艾哈迈德的Instagram帳戶